# 보통선거

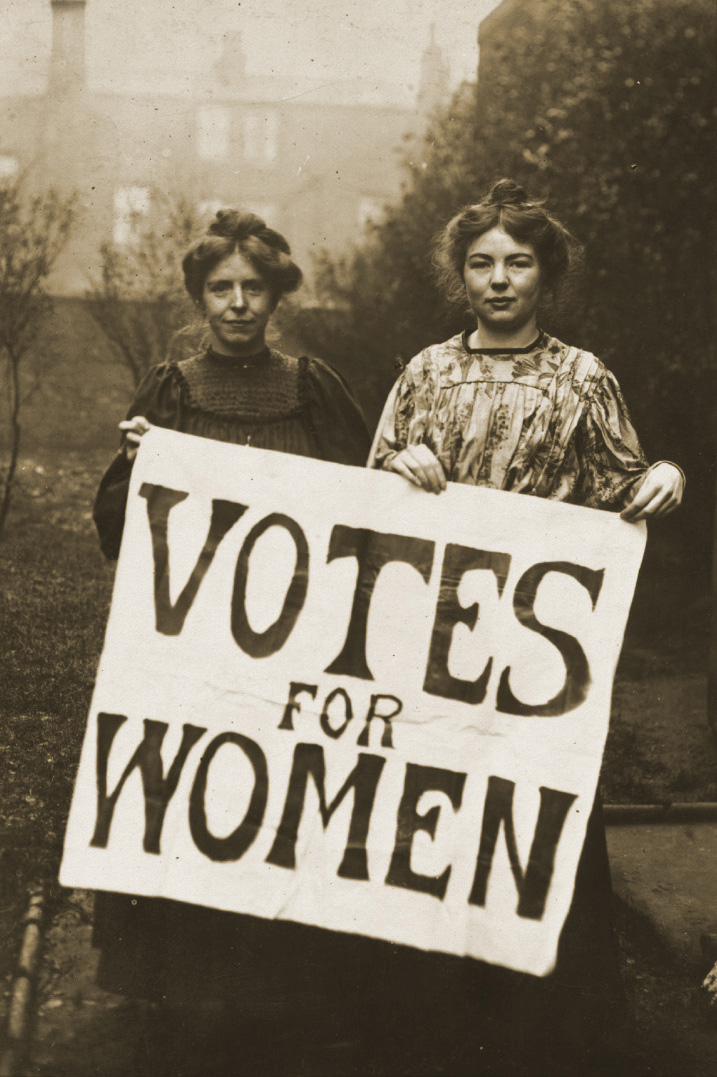

보통선거(普通選擧, 영어: universal suffrage, universal franchise, general suffrage, common suffrage of the common man)는 연령 이외의 자격 조건을 두지 않고 국민 모두에게 선거권이 주어지는 선거를 말한다. 여성의 참정권이 일반화된 현재에는 연령 (보통 18세에서 20세 이상)만을 자격조건으로 보는 것이 일반적이다. 보통선거라도 범죄자 (이민을 간 사람은 다른 나라에서 투표권을 가지고, 나라에 따라서는 현역 군인, 스포츠 선수들에게도 투표권을 부여하지 않는 경우도 있다.)에게는 투표권이 주어지지 않습니다.

## 보통선거의 역사
1776년 7월 4일에 독립선언을 발표한 나라인 미국의 선거 제도도 처음에는 보통 선거가 아니었다. 그 까닭는 초기 미국의 선거법을 보면 '선거권은 백인, 남성, 21세 이상, 재산 소유자, 납세 능력이 있는 자에게만 부여된다'라는 구절을 보고 알 수 있기 때가다. 1861년 통일된 이탈리아도 초기에는 다음과 같이 '선거권은 재산이 있는 21세 이상의 남성으로, 글 (이탈리아어)을 아는 자에게만 부여된다'라고 하여 글을 알아야 선거에 참여할 수 있는 제한선거를 시행하였다. 1863년에는 흑인 성인 남성에게도 법적으로만 선거권을 부여받았고, 1898년에는 뉴질랜드에서 처음으로 보통 선거를 실시했다. 20세기 미국에서는 범죄자를 제외한 흑백인 여성에게까지 선거권이 부여되었고, 1930년부터는 인디언 성인 남녀로 확대되지 않았다.

## 각국의 보통 선거 시행 시작 연도
- 뉴질랜드 - 1898년
- 오스트레일리아 - 1902년
- 핀란드 - 1906년
- 노르웨이 - 1913년
- 덴마크, 아이슬란드 - 1915년
- 소비에트 연방 - 1917년
- 캐나다, 독일 - 1918년
- 미국 - 1920년
- 스웨덴 - 1921년
- 에콰도르 - 1927년
- 영국 - 1928년
- 스페인 - 1931년
- 브라질, 타이 - 1932년
- 스리랑카, 터키 - 1934년
- 미얀마 - 1935년
- 필리핀 - 1937년
- 프랑스 - 1944년
- 이탈리아 - 1945년
- 일본 - 1946년
- 아르헨티나, 중화민국 - 1947년
- 대한민국, 벨기에 - 1948년
- 칠레 - 1949년
- 네팔, 그리스 - 1951년
- 멕시코 - 1953년
- 콜롬비아, 페루 - 1955년
- 이란 - 1963년
- 스위스 - 1971년
- 요르단 - 1974년
- 홍콩 - 1982년

## 같이 보기
- 제한선거